# Eduardo Pazuello
Eduardo Pazuello GCMA (Rio de Janeiro, 19 de julho de 1963) é um político brasileiro e general de divisão do Exército Brasileiro. Atualmente é deputado federal pelo estado do Rio de Janeiro. Foi ministro da Saúde do Brasil durante a pandemia de COVID-19 no país, entre 2020 e 2021. Em 1 de junho de 2021, foi designado por Bolsonaro como secretário de Estudos Estratégicos da Secretaria de Assuntos Estratégicos.

## Formação
Formou-se na Academia Militar das Agulhas Negras como Oficial de Intendência, em 1984. Frequentou o curso de Comando e Estado-Maior no Exército e o curso de política e estratégia aeroespaciais, na Força Aérea Brasileira (FAB). Em maio de 2020, uma reportagem da Agência Sportlight, revelou que Eduardo Pazuello alegou "uso não comercial" em um contrato de treze anos feito com a Infraero e uma empresa que faturava R$ 6 mil por aluno de paraquedismo. Acusado de improbidade administrativa. Inicialmente, a máquina de propaganda do governo Bolsonaro promoveu o general como "especialista em logística" no Ministério da Saúde. Mais tarde, foi divulgado que o general não tem formação acadêmica na área.

## Carreira
No Exército, comandou o 20° Batalhão Logístico Paraquedista e dirigiu o Depósito Central de Munição, ambos no Rio. O general atuou na coordenação das tropas do Exército nos Jogos Olímpicos de 2016 e, desde fevereiro de 2018, coordenou a Operação Acolhida, que cuida de refugiados da Venezuela em Roraima, além de servir previamente como Secretário da Fazenda no Governo do Estado de Roraima no período da intervenção federal, de onde anunciou sua saída em 15 de fevereiro de 2019.
Em 8 de janeiro de 2020, deixou a coordenação da operação para comandar a 12ª Região Militar, em Manaus, substituindo Carlos Alberto Maciel Teixeira. Na posse destacou que vai seguir com o trabalho em defesa da Amazônia.
Foi nomeado como secretário-executivo do Ministério da Saúde pelo ex-ministro da Saúde Nelson Teich para ser o segundo na hierarquia da pasta, em substituição a João Gabbardo. No momento da nomeação, em 22 de abril de 2020, Nelson Teich afirmou que a nomeação do general se deu pela sua experiência em logística. Mas segundo a BBC News Brasil, Pazuello entrou no cargo após os dois ex-minitros civis se recusarem a recomendar medicamentos sem eficiência comprovada, defendidas pelo presidente Jair Bolsonaro. Quando entrou no cargo, Pazuello alterou as normas de uso da cloroquina e hidroxicloroquina.

## Ministro da Saúde
Assumiu, interinamente, o ministério da saúde após a saída de Nelson Teich, em 15 de maio de 2020, durante a pandemia de COVID-19 no Brasil.
Em 19 de maio de 2020, Pazuello liberou o uso da hidroxicloroquina e cloroquina para o tratamento da COVID-19 e em junho de 2020, Pazuello foi nomeado Ministro da Saúde interino e exonerado do cargo de secretário-executivo do ministério.
Em 14 de setembro de 2020, o presidente Jair Bolsonaro anunciou Pazuello no cargo de Ministro da Saúde. sendo oficialmente empossado dois dias depois.
Em 15 de março de 2021, o presidente Jair Bolsonaro anunciou a substituição de Eduardo Pazuello pelo médico Marcelo Queiroga.

### Tentativa de ocultar dados dos mortos de COVID-19
No dia 6 de junho de 2020, o ministro Pazuello retirou do ar os dados dos mortos de COVID-19. O fato ocorreu na mesma semana que o Ministério da Saúde tentou atrasar a divulgação do dados para não serem reportados no Jornal Nacional e nos principais jornais do país. O Conselho Nacional dos Secretários de Saúde (Conass) chamou a atitude de uma "tentativa autoritária, insensível, desumana e antiética de dar invisibilidade aos mortos pela Covid-19, não prosperará." A Associação Brasileira de Jornalismo Investigativo (Abraji) disse que "as medidas contrariam a Constituição Federal, a Lei de Acesso à Informação, as boas práticas de transparência pública reconhecidas internacionalmente e evidenciam, mais uma vez, o espírito antidemocrático do governo de Jair Bolsonaro". Posteriormente, o ministério reverteu a decisão.

### Acusações de genocídio e militarização do Ministério da Saúde
No dia 11 de julho de 2020, o ministro Gilmar Mendes acusou o Exército Brasileiro de se associar a um genocídio: 
Não podemos mais tolerar essa situação que se passa no Ministério da Saúde. Não é aceitável que se tenha esse vazio. Pode até se dizer: a estratégia é tirar o protagonismo do governo federal, é atribuir a responsabilidade a estados e municípios. Se for essa a intenção é preciso se fazer alguma coisa (...) É preciso dizer isso de maneira muito clara: o Exército está se associando a esse genocídio, não é razoável. É preciso pôr fim a isso.— Gilmar Mendes
O ex-ministro Luiz Henrique Mandetta também criticou o Ministério da Saúde por estar sendo comandado pelas Forças Armadas:
Não é nem uma interferência no Ministério da Saúde, é uma aniquilação. Uma ocupação militar do Ministério da Saúde (...) Em saúde ter segredos é o caminho mais rápido da tragédia (...) Na nossa sucessão vieram militares. A primeira coisa que eles fizeram foi não mais mostrar os números 17h, não mais mostrar nada [os dados dos mortos de COVID-19].
Em fevereiro de 2021, foi publicado um infográfico elaborado pelas equipes do senador Alessandro Vieira (Cidadania-SE) e da deputada federal Tabata Amaral (PDT-SP) mostrando a evolução presença de militares no governo Bolsonaro. O levantamento apontou que, na área da Saúde sob a gestão do general Pazuello, a presença de militares saltou de 2,7% para 7,3%.

### Vacinação contra COVID-19
Em 6 de agosto de 2020, o ministro Pazuello afirmou que a vacina para a COVID-19, em testes no Brasil, tem previsão para ser disponibilizada a partir de janeiro de 2021. No dia 20 de outubro, Pazuello anunciou que o Ministério da Saúde havia comprado 46 milhões de doses da CoronaVac para o programa brasileiro de vacinação. No entanto, um dia depois, Jair Bolsonaro desautorizou seu ministro e postou em uma rede social que seu governo não iria adquirir a "vacina chinesa de João Doria." Logo em seguida,  Élcio Franco, secretário-executivo do Ministério da Saúde, disse que "não há intenção de compra de vacinas chinesas". Ainda em 21 de outubro, o governador de São Paulo divulgou o vídeo da reunião entre Pazuello e os demais governadores em que o ministro anuncia a compra do imunizante chinês e fala: "fizemos uma carta em resposta ao ofício do Butantan, e esta carta é o compromisso da aquisição das vacinas que serão fabricadas até o início de janeiro, em torno de 46 milhões de doses, e essas vacinas servirão para iniciarmos a vacinação ainda em janeiro".
Em 22 de dezembro de 2020, em entrevista ao programa Brasil em Pauta, da TV Brasil, Pazuello informou que no final de janeiro de 2021, alguns grupos prioritários devem começar a receber a primeira dose da vacina contra a COVID-19 e que a vacinação em massa deve começar a partir de fevereiro. Essa vacina será voluntária e gratuita, seguindo o que é chamado de Plano Nacional de Imunização.
Em 6 de janeiro de 2021, o ministro veio a público para informar que o plano de vacinação está sendo finalizado.
No dia 14 de janeiro de 2021, as secretarias de sete estados informaram que o Ministério da Saúde passou informações erradas sobre os estoques de seringas.
Após o colapso em Manaus, parlamentares passaram a cobrar ações do poder público no combate a Covid-19.

### Aprovação de vacinas pela Anvisa
No dia 17 de janeiro de 2021 a Anvisa aprovou o uso emergencial das vacinas de Oxford e a CoronaVac. A votação, por maioria simples, entre os cinco diretores da Anvisa, foi unânime para a liberação das vacinas. A gerência geral de medicamentos da Anvisa condicionou a aprovação do uso emergencial,  tanto da CoranaVac quanto a da vacina de Oxford, ao monitoramento das incertezas e reavaliações periódicas.
Em coletiva de imprensa logo após a aprovação das vacinas para uso emergencial o ministro Pazuello afirmou que a aprovação das vacinas valem para as importadas e não para as produzidas no Brasil. Essas precisam de nova aprovação pela Anvisa com pedidos do Butantan e da Fiocruz, respectivamente os institutos aptos a produzirem a CoronaVac e a vacina de Oxford no país. O ministro afirmou que a vacinação será iniciada no dia 20 de janeiro, às 10 horas.
Após a aprovação da vacina, parlamentares que defendiam medicamentos sem eficácia comprovada passaram a tentar ligar a imagem do presidente Jair Bolsonaro à vacina, que ele sempre foi contra. Posteriormente, Bolsonaro voltou a falar mal da vacina.

### Pedido de impeachment e de afastamento
No dia 6 de janeiro de 2021, a Associação Brasileira de Imprensa (ABI) entrou com um pedido de impeachment contra o general Eduardo Pazuello apontando "práticas delituosas, que afrontam a Constituição Federal, em especial o artigo 196, que afirma ser a Saúde direito de todos e dever do Estado". A ABI também apontou que Pazuello é "complacente quanto ao uso de medicamentos sem eficácia comprovada contra a COVID-19, tais como a hidroxicloroquina, a cloroquina, a ivermectina e azitromicina." 
O Ministro Eduardo Pazuello dá repetidas demonstrações de incompetência, ineficiência e incapacidade para desempenhar as tarefas de seu cargo. Não só não providenciou as imprescindíveis vacinas, como negligenciou até mesmo a aquisição de simples seringas para aplicá-las.— Associação Brasileira de Imprensa (ABI)
No dia 20 do mesmo mês, o Rede Sustentabilidade pede a Ricardo Lewandowski (STF) o afastamento imediato do ministro Pazuello do cargo pelos erros cometidos na gestão. O partido também criticou o presidente Jair Bolsonaro e cobrou um plano de combate ao COVID-19 nos estados do Norte. No dia seguinte, o ministro nega o pedido de afastamento.

### Quebra de código de conduta
A Agência Sportlight divulgou, em 13 de janeiro de 2021, que o general Pazuello, um dia antes de entrar no governo Bolsonaro, assinou um contrato com a J A Leite Navegação ltda, que tem relações contratuais com entidades públicas. O general descumpriu o "Código de Conduta da Alta Administração Federal", que determina que um agente de escalão deve informar sobre as relações contratuais com outras empresas. Ainda segundo o código, não é permitido "a participação acionária do agente público em empresa privada que mantenha qualquer tipo de relacionamento com órgão ou entidade da administração pública, de qualquer esfera de poder ou governo." Pazuello tem participação de 25% na  J A Leite Navegação ltda.

### Recomendações de medicamentos sem base científica
No dia 12 de janeiro de 2021, a Folha de S.Paulo revelou que Eduardo Pazuelo estava pressionando prefeituras de Manaus para usar remédios sem eficiência comprovada no tratamento da COVID-19. A oposição política teve que ir ao Ministério Público e ao TCU para tentar impedir o general. No dia 13 de janeiro, em Manaus, Pazuello lançou o aplicativo TrateCOV para auxiliar médicos no tratamento da COVID-19. Ele foi lançado como um projeto piloto. O aplicativo, no entanto, recomenda diversos remédios sem eficácia comprovada cientificamente quando, após o preenchimento de dados do paciente, calcula necessário "iniciar tratamento precoce" da doença. O TrateCOV pode indicar simultaneamente, como aponta a BandNews FM, o uso de cloroquina, ivermectina, doxiciclina e outros medicamentos sem eficácia comprovada.
No dia 18 de janeiro de 2021, Pazuello disse que nunca recomendou "tratamento precoce", mas "atendimento precoce". Em resposta, O Antagonista disse que o Pazuello "mente descaradamente", e lembrou da publicação em rede social na qual o Ministério da Saúde recomenda "tratamento precoce" e o Twitter marcou como enganosa: "Ao apresentar sintomas da Covid-19, #NãoEspere, procure uma Unidade de Saúde e solicite o tratamento precoce." O Antagonista também mencionou o "ofício enviado em 7 de janeiro à secretária de Saúde de Manaus, Shádia Hussami Fraxe, a secretária de Gestão do Trabalho e da Educação na Saúde, Mayra Isabel Pinheiro, anuncia visita a unidades de saúde do município para difundir o 'tratamento precoce'. Pazuello desdenha dos fatos e ofende a inteligência alheia."
Também rebatendo a mentira do general, o UOL publicou em ordem cronológica as situações nas quais o ministro Pazuello recomendou medicamentos sem eficiência comprovada. Assim que entrou no governo Bolsonaro, Pazuello lançou um protocolo sugerindo a prescrição de hidroxicloroquina e cloroquina aos pacientes. No dia 21 de julho de 2020, Pazuello citou os medicamentos antimalárico e a ivermectina como uma "orientação": "Temos a hidroxicloroquina, ivermectina e azitromicina listadas, e cabe ao médico prescrever qual é o medicamento adequado naquela fase e para aquele paciente". No dia 22 de outubro de 2020, ao lado presidente Jair Bolsonaro, o ministro recomendou cloroquina.
Também em resposta ao ministro Pazuello, no canal do YouTube do The Intercept Brasil, Leandro Demori entrou no TrateCOV, e o serviço do governo recomendou o "tratamento precoce".
O Aos Fatos também apontou como falso o discurso do general Pazuello, e encontrou 140 menções no site da Saúde a "tratamento precoce", e lembrou que o mesmo transmitiu propagandas para que a população fizesse o "tratamento". Ao lado do ministro, está o presidente Jair Bolsonaro, que falou sobre o "tratamento", até a data, em 42 ocasiões.
No dia 20 de janeiro de 2021, Marcelo Freixo (PSOL) pede à justiça para retirar do ar o TrateCOV apontando que o serviço "estimula o uso de cloroquina inclusive em casos cujos sintomas são de ressaca." No mesmo dia, sem explicar o motivo, o Ministério da Saúde retira o TrateCOV do ar. A CBN questionou o ministério, mas não obteve resposta. Segundo o jurista Ronaldo Lemos, o TrateCOV configura crime de responsabilidade do presidente Jair Bolsonaro, e apontou como prova "incontestável" o fato do aplicativo mencionar no código de programação a palavra cloroquina 86 vezes e ivermectina 113, medicamentos sem base científica. Ainda segundo Lemos, o aplicativo viola a Lei Geral de Proteção de Dados (LGPD, por estar hospedado nos Estados Unidos. Já para o jurista Antônio Rodrigo Machado, é preciso provar que o TrateCOV passou por decisão direta do presidente.
Até 21 de janeiro de 2021, o governo Bolsonaro gastou 90 milhões de reais em medicamentos sem base científica, mas ainda não tinha pagado as vacinas do Instituto Butantan.

### Colapso dos hospitais de Manaus
No dia 14 de janeiro de 2021 faltaram cilindros de oxigênio em Manaus e os hospitais entraram em colapso. Os médicos passaram a pedir em redes sociais doações de cilindros de oxigênio. Também nas redes sociais celebridades se mobilizaram para doar os cilindros. O infectologista Bernardino Albuquerque, professor da Universidade Federal do Amazonas (UFAM), chamou a situação de "calamidade pública" e afirmou que a mesma foi causada pela falta de planejamento para entregar os insumos.
Em resposta, o general Pazuello disse que o combate a Covid-19 em Manaus é "prioridade". Escrevendo para o UOL, Leonardo Sakamoto responsabilizou o presidente Jair Bolsonaro e o general Eduardo Pazuello, e lembrou dos testes de Covid-19 que o governo deixou vencer em São Paulo:
Após deixar milhões de testes para covid-19 vencerem em um depósito do governo em Guarulhos (SP) e apresentar um plano picareta para a distribuição da vacina, o ministro da Saúde e especialista em logística (sic), general Eduardo Pazuello, vê pacientes morrerem sufocados em Manaus por falta de oxigênio.
Pazuello não surgiu de geração espontânea a partir de uma farda vazia num armário. Foi Jair Bolsonaro que o colocou lá. 
Escrevendo para o Estado de Minas, Roger Dias lembrou que antes do colapso dos hospitais de Manaus o general Eduardo Pazuello esteve lá para recomendar o "kit cloroquina", que não tem eficácia comprovada.
No dia 14 de janeiro o ministro Pazuello voltou a falar sobre medicamentos sem eficácia comprovada, afirmando em uma live que uma das causas para a situação de Manaus foi a "falta de atenção da capital ao tratamento precoce". No dia seguinte um dos chefes das UTIs de Manaus disse que teve pacientes que fizeram o "tratamento precoce", mas não surtiu efeito, e chamou de "muito sacanagem" quem está recomendando isso. Também disse que o governo "em vez de fazer manobras evasivas, deveria preparar o país para a segunda onda".
Ainda no dia 15 de janeiro o presidente Bolsonaro foi alvo de protestos, os "panelaços", devido à situação de Manaus. O presidente respondeu em 15 de janeiro: "fizemos a nossa parte", referindo-se à visita que o ministério havia feito ao local alguns dias antes.
A White Martins, a maior empresa fornecedora de oxigênio atuante em Manaus, disse que avisou o governo Bolsonaro sobre a falta de oxigênio e tinha pedido uma  "solicitação formal de apoio logístico” ao Ministério da Saúde.
Uma declaração semelhante veio do procurador do Amazonas, Igor da Silva Spindola, que disse que o Ministério da Saúde foi avisado com antecedência que faltaria oxigênio nos hospitais. A Defensoria e o MP disseram que a situação de crise em Manaus é responsabilidade do Governo Federal e que cabe à União abastecer regularmente os estoques de oxigênio dos hospitais. No dia 15 de janeiro o presidente do Cidadania pediu que a Procuradoria Geral da República investigasse o ministro Pazuello, apontando que ele foi informado com antecedência sobre a falta de oxigênio, mas nada fez para ajudar. A PGR também foi acionada pelo deputado Marcelo Freixo (PSOL), que pediu que o ministro Pazuello responda por crime contra a vida e prevaricação.
No dia 18 de janeiro, respondendo ao STF (Supremo Tribunal Federal), a AGU (Advocacia-Geral da União) admitiu que o governo sabia da "possibilidade iminente de colapso [dos hospitais] em 10 dias", o que poderia provocar "aumento da pressão sobre o sistema entre o período de 11 a 15 de janeiro".
Segundo o Ministério Público Federal, 28 pessoas morreram por falta de oxigênio na capital do Amazonas em janeiro.
Com o agravamento da crise em Manaus, os médicos tiveram que começar a decidir quem vive e quem morre. No dia 21 de janeiro, o PCdoB apresenta no supremo uma notícia crime contra o presidente Jair Bolsonaro e o ministro Eduardo Pazuello.

### Denúncia na OEA
No dia 21 de janeiro de 2021, Felipe Santa Cruz, então presidente da Ordem dos Advogados do Brasil (OAB), denuncia por omissão no combate a pandemia no Brasil o presidente Jair Bolsonaro à Organização dos Estados Americanos (OEA), afirmando que o Executivo Federal "consubstanciado nas figuras do presidente da República e do ministro da Saúde, foi diretamente responsável pelo contorno catastrófico que a pandemia assumiu no Brasil".

### Incentivo à desinformação sobre a pandemia
No dia 25 de fevereiro de 2021 o site de verificação Aos Fatos publicou um balanço com seis tópicos com casos nos quais o Ministério da Saúde incentivou a desinformação sobre a pandemia de COVID-19:
- Promoveu a defesa da hidroxicloroquina como tratamento preventivo;
- Apresentou informações desatualizadas sobre o vírus;
- Falta de transparência na divulgação de dados;
- Ausência de campanhas preventivas;
- Abandono de ações informativas;
- Omissão de dados desfavoráveis ao governo.

### Demissão
No dia 23 de março de 2021, o governo oficializou a exoneração de Eduardo Pazuello do cargo de ministro. No mesmo dia, tomou posse o médico Marcelo Queiroga como novo ministro da Saúde.

### Absolvição
No dia 10 de maio de 2022, Eduardo Pazuello, Mayra Pinheiro e Helio Angotti foram inocentados pela Justiça do Amazonas pelo colapso do sistema de saúde em Manaus. A inocência foi pautada pela alteração da Lei de Improbidade Administrativa, sancionada pelo presidente Jair Bolsonaro em outubro de 2021. Bolsonaro vetou os trechos da lei que previam como ato de improbidade retardar ou aplicar indevidamente atos de ofício e revelar informação que deveria permanecer em segredo.

## Participação em manifestação e apuração disciplinar
Em 23 de maio de 2021, participou com o presidente Jair Bolsonaro de uma manifestação política no Rio de Janeiro. O general chegou a subir ao palanque e discursar aos manifestantes. O caso ganhou bastante repercussão por contrariar o Regulamento Disciplinar do Exército Brasileiro.
Inicialmente, o Comandante do Exército, Paulo Sérgio Nogueira de Oliveira, e o comando do Exército Brasileiro se prontificaram a emitir uma nota pública, condenando o ato. No entanto, a publicação de qualquer nota pública foi vetada pelo presidente Jair Bolsonaro. Dias depois, após a abertura de apuração disciplinar do caso, o Comandante Oliveira afirmou em nota divulgada em 3 de junho de 2021 que “não restou caracterizada a prática de transgressão disciplinar por parte do general Pazuello” e arquivou o caso.
O Exército havia imposto sigilo de 100 anos sobe o caso.
Em fevereiro de 2023, a Controladoria-Geral da União quebrou o sigilo, revelando que Pazuello havia avisado Oliveira de que participaria de evento público com o presidente.

## Deputado federal
Em abril de 2022, Pazuello filiou-se ao Partido Liberal (PL), visando concorrer uma vaga na Câmara dos Deputados pelo estado do Rio de Janeiro. Foi eleito para o cargo de deputado federal com 205 324 votos, totalizando 2,37% dos votos. Em sua estreia política, Pazuello ficou em segundo lugar como candidato mais votado no Rio, atrás apenas de Daniela do Waguinho (UNIÃO). Na capital fluminense, foi o candidato mais votado totalizando 117 155 votos.
Em sua posse em 1º de fevereiro de 2023, usou uma gravata verde e amarela que já havia usado durante a CPI da Covid. A gravata é similar a uma "gravata da sorte" do presidente Lula, o que foi motivo de gracejos. No primeiro dia como deputado, durante a eleição da mesa diretora, Pazuello disse que ele e seus correligionários do PL serão um "grupo bom de porrada".
| Ano  | Eleição                    | Partido | Cargo            | Votos   | %     | Resultado | Ref    |
| ---- | -------------------------- | ------- | ---------------- | ------- | ----- | --------- | ------ |
| 2022 | Estadual do Rio de Janeiro | PL      | Deputado Federal | 205 324 | 2,37% | Eleito    | [ 96 ] |

## Vida pessoal
Eduardo Pazuello é filho de Vera Maria Pires Pazuello e Nissim Pazuello, sendo este um empresário natural de Belém radicado em Manaus. É neto de Abraham Joaquim Pazuello e Estrela Bohadana, ambos descendentes de judeus marroquinos. Em publicações feitas na rede social X, Pazuello afirmou que também é judeu.